# Zernitz-Lohm

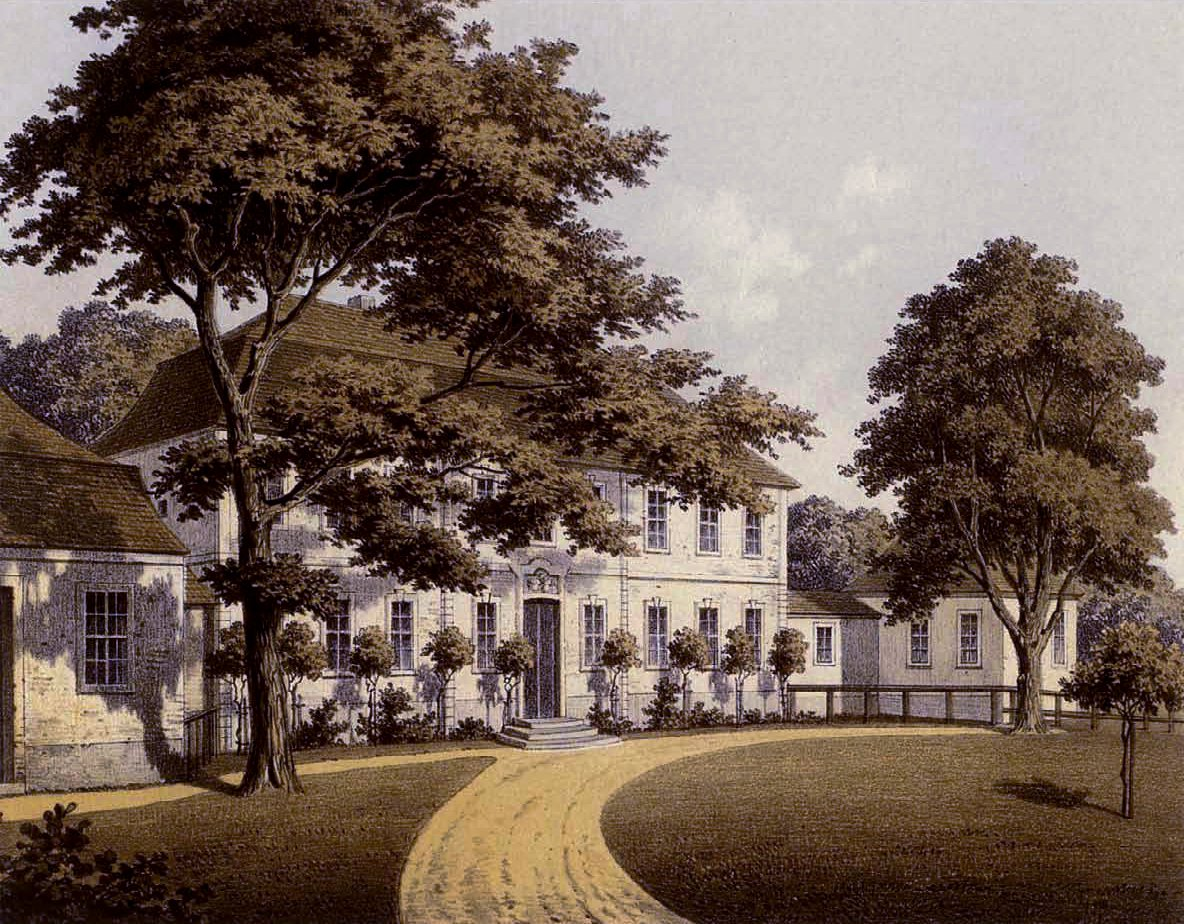
Schloss Lohm II um 1881/83, Sammlung Alexander Duncker

Zernitz-Lohm ist eine Gemeinde im Landkreis Ostprignitz-Ruppin in Brandenburg. Sie wird vom Amt Neustadt (Dosse) mit Sitz in der gleichnamigen Stadt verwaltet.

## Geographie
Die Gemeinde liegt im äußersten Osten der Prignitz, etwa 7 km nordwestlich von Neustadt (Dosse).

## Gemeindegliederung
Das Gemeindegebiet untergliedert sich in die bewohnten Gemeindeteile Bahnhof Zernitz, Goldbeck, Koppenbrück, Lohm, Neuendorf und Zernitz sowie die Wohnplätze Kahlschlag, Krüllenkempe und Neu-Koppenbrück.

## Geschichte
Die Gemeinde entstand am 31. Dezember 1997 aus dem freiwilligen Zusammenschluss der bis dahin selbstständigen Gemeinden Zernitz und Lohm.
Zernitz wurde urkundlich erstmals 1324 als „Cernitz“ erwähnt und gehört zu den ältesten Orten in der Prignitz. Der Ortsname ist wendischen Ursprungs und geht auf „Cern“ zurück, was etwa mit „Schwarze“ zu übersetzen ist. Um 1490 war Zernitz ein Teil der im Kern reichsunmittelbaren Herrschaft Ruppin unter der Landesherrschaft der Grafen von Lindow-Ruppin.
Die erste urkundliche Erwähnung von Lohm als „tu Deme Luome“ erfolgte nur wenig später, im Jahr 1336. Der Ortsname von Lohm kommt wie bei vielen anderen Orten der Region aus dem Slawischen und bedeutet wahrscheinlich „Wind“ oder „Windbruch“. 1337 belehnte Markgraf Ludwig I. von Brandenburg die Brüder Heinrich und Jordan von Kröcher mit den Dörfern Lohm und Dreetz. Bis 1945 blieben die Kröchers ununterbrochen als Guts- und Patronatsherren mit der Geschichte von Lohm verbunden und bewohnten hier im Spätmittelalter zeitweise mehrere Rittersitze, von denen sich im Verlaufe des 18. Jahrhunderts die Anteile Lohm I und Lohm II mit jeweils einem Rittersitz dauerhaft etablierten und auf denen dann eigenständige Wohnhöfe mit entsprechenden Bauten entstanden. Kurzzeitig bestanden vier Rittergüter vor Ort.
1737 errichtete der Besitzer von Lohm I, Georg Volrath von Kröcher (1678–1748), der mit Sophie Charlotte von Winterfeld verheiratet war, das noch heute erhaltene barocke Herrenhaus Lohm I am nördlichen Ende des Dorfes, einen rechteckigen, zweigeschossigen Putzbau mit Walmdach und beidseitigen Anbauten. Sein Vetter Caspar Joachim von Kröcher, der das Anteilgut Lohm II besaß, erbaute 1740 das etwas größere barocke Gutshaus Lohm II am südlichen Ortseingang. Auch dieses Herrenhaus ist erhalten, ein zweistöckiges Corps de Logis mit Mansarddach und zwei kleinen Kavaliershäusern. Die aus einem Raum des Herrenhauses Lohm II 1968 geborgene Leinwandtapete mit Rokoko-Malereien ist heute Bestandteil der Raumdekoration des Schlosses Friedrichsfelde in Berlin; im Herrenhaus Lohm II wurde jüngst eine Kopie angebracht.
Aus Lohm stammen auch die beiden Domherren zu Havelberg, Caspar Joachim von Kröcher und Hans Ernst Wilhelm von Kröcher (* 1755; † 1798), Vater und Sohn. Sie begannen ihre standesgemäße Karriere auf dem Adelsinternat der Ritterakademie Brandenburg.
Die Familie von Kröcher konnte Lohm II nur bis 1924 halten und verkaufte es an die Deutsche Kultur- und Siedlungsgesellschaft in Berlin. Letzter Vertreter war der General Adolf von Kröcher (* 1846; † 1922).  Das Restgut Lohm II mit der geringen Größe von 175 ha gelangte an den Potsdamer Polizeipräsidenten Wilhelm Graf von Wedel und nach dessen Tod 1941 käuflich an den Bauunternehmer Friedrich Kotzbau, der im Zuge der Bodenreform 1945 enteignet wurde. Die letzte Besitzerin von Lohm I, Ella von Kröcher, geborene Freiin von Münchhausen (1875–1965), wurde 1947 durch die Bodenreform enteignet und aus Lohm ausgewiesen. Das Herrenhaus Lohm I wurde nach 1945 mit Mietwohnungen und öffentlicher Nutzung (Kindergarten) belegt; 2016 wurde es an ein Architektenpaar verkauft, das eine Sanierung beabsichtigt. Lohm II war nach 1945 bis 2002 Schule und wurde 2009 an ein Ehepaar verkauft, welches das Haus saniert hat, es für Veranstaltungen vermietet und in den Kavalierhäusern eine Pension betreibt.
In den letzten Wochen des Zweiten Weltkriegs hielt ein Zug auf dem Bahnhof Zernitz, mit dem jüdische Frauen und Mädchen aus dem KZ Theresienstadt nach Hamburg gebracht werden sollten. Der Zug wurde von alliierten Tieffliegern beschossen, viele Frauen versuchten sich zu verstecken, wurden verwundet oder erschossen. Einige wurden von Einwohnern versorgt, bevor sie von SS-Mannschaften zusammengetrieben und wieder in die Waggons verfrachtet wurden. Über ihr weiteres Schicksal ist nichts bekannt. Für die 48 Toten der Luftangriffe wurde 1945 Am Bahnhof eine Ehrengrabanlage mit zwei Gedenksteinen errichtet, von denen einer an die jüdischen Häftlinge und der zweite an den jüdischen Rechtsanwalt Theodor Steigerwald erinnert, der hier 1947 an den gesundheitlichen Schäden seiner erlittenen Verfolgung verstarb.
Zernitz und Lohm gehörten bis 1952 zum Kreis Ostprignitz im Land Brandenburg. 1952 wurden beide in den neu gebildeten Kreis Kyritz im DDR-Bezirk Potsdam eingegliedert. Seit 1993 liegen sie im brandenburgischen Kreis Ostprignitz-Ruppin.

## Bevölkerungsentwicklung
| Jahr         | 1875 | 1910 | 1939 | 1946  | 1950  | 1971 | 1990 | 1995 | 1996 | 1997  | 2000  | 2005 | 2010 | 2015 | 2020 | 2021 | 2022 | 2023 | 2024 |
| ------------ | ---- | ---- | ---- | ----- | ----- | ---- | ---- | ---- | ---- | ----- | ----- | ---- | ---- | ---- | ---- | ---- | ---- | ---- | ---- |
| Zernitz      | 0597 | 0663 | 0674 | 1.163 | 1.148 | 0890 | 0845 | 0823 | 0816 |       |       |      |      |      |      |      |      |      |      |
| Lohm         | 272  | 205  | 304  | 565   | 579   | 390  | 297  | 264  | 257  |       |       |      |      |      |      |      |      |      |      |
| Zernitz-Lohm |      |      |      |       |       |      |      |      |      | 1.058 | 1.027 | 0977 | 0916 | 0873 | 911  | 897  | 917  | 914  | 888  |

Gebietsstand des jeweiligen Jahres, Einwohnerzahl: Stand 31. Dezember (ab 1991) ab 2011 auf Basis des Zensus 2011, ab 2022 auf Basis des Zensus 2022

## Politik

### Gemeindevertretung
Die Gemeindevertretung von Zernitz-Lohm besteht aus zehn Gemeindevertretern und der ehrenamtlichen Bürgermeisterin. Die Kommunalwahl am 26. Mai 2019 führte zu folgendem Ergebnis:
| Partei / Wählergruppe              | Stimmenanteil | Sitze |
| ---------------------------------- | ------------- | ----- |
| Wählergruppe Zernitzer Sportverein | 60,3 %        | 6     |
| Bündnis 90/Die Grünen              | 28,8 %        | 3     |
| CDU                                | 10,9 %        | 1     |

### Bürgermeisterin
- 1998–2014: Jörg Kusserow[16]
- seit 2014: Sigrid Schumacher (Bündnis 90/Die Grünen)[17][18]

Schumacher wurde bei der Bürgermeisterwahl am 9. Juni 2024 ohne Gegenkandidat mit 75,9 % der gültigen Stimmen für eine weitere Amtszeit von fünf Jahren zur ehrenamtlichen Bürgermeisterin gewählt.

### Wappen
Das Wappen wurde am 2. September 2013 genehmigt.
Blasonierung: „Geteilt von Rot und Silber über silbernem Wellenschildfuß mit acht Wellen, oben acht schräglinke silberne Eichenblätter, unten eine zweibogige rote Steinbrücke mit achtfenstrigem gemauertem Geländer.“

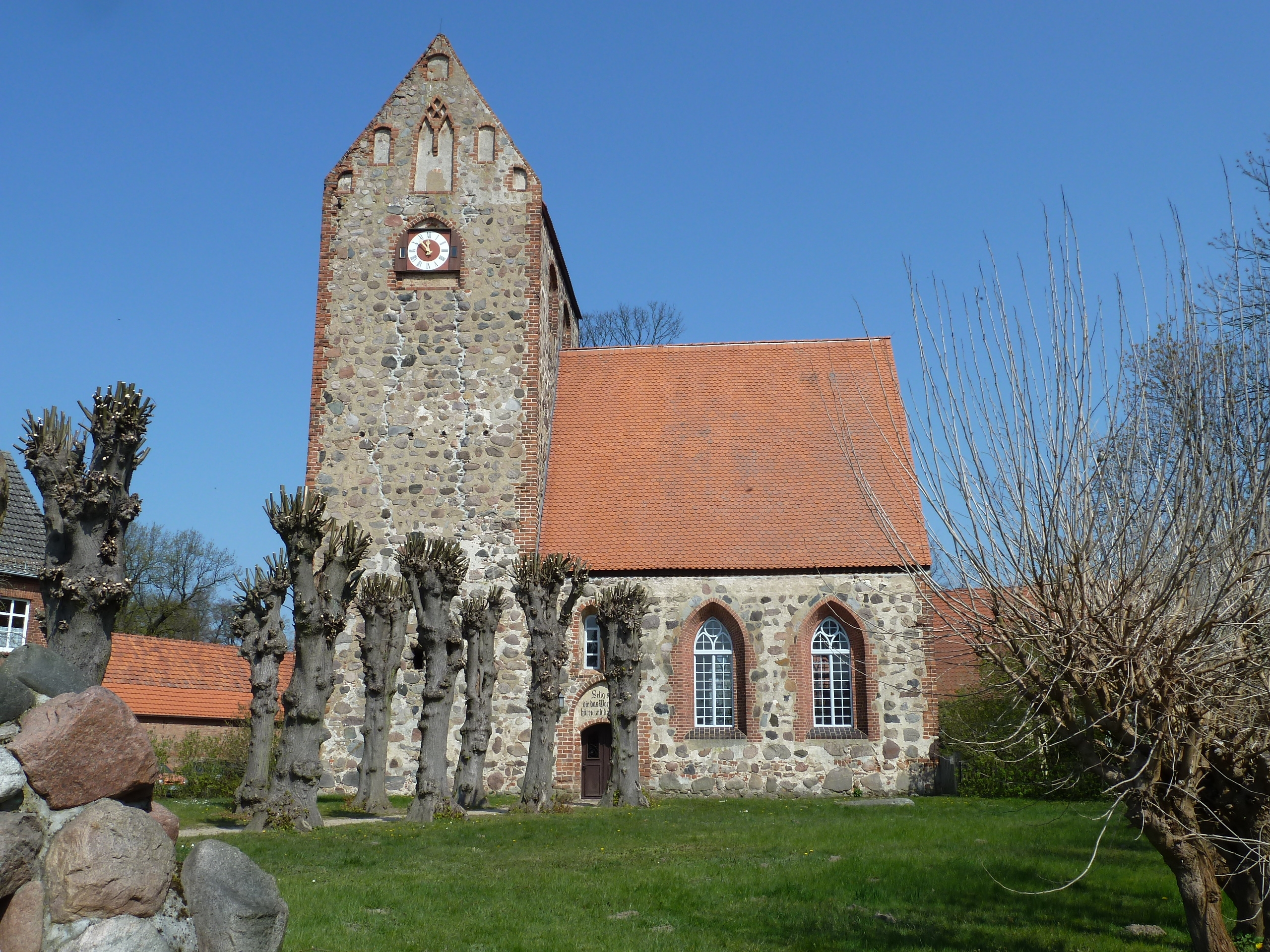
Dorfkirche Zernitz

## Sehenswürdigkeiten
In der Liste der Baudenkmale in Zernitz-Lohm stehen die in der Denkmalliste des Landes Brandenburg eingetragenen Baudenkmale.

## Verkehr
Zernitz-Lohm liegt an den Landesstraßen L 14 von Kyritz nach Großderschau und L 141 von Breddin nach Neustadt (Dosse). 5 km östlich der Gemeinde verläuft die B 5, 10 km südöstlich die B 102. Die nächste Autobahn-Anschlussstelle ist Neuruppin an der A 24 Berlin–Hamburg und liegt etwa 30 km östlich von Zernitz-Lohm.
Von 1846 bis 1995 war der Bahnhof Zernitz an der Bahnstrecke Berlin–Hamburg für den Personenverkehr in Betrieb.

## Persönlichkeiten
- Wilhelm von Kröcher (1782–1861), Gutsbesitzer, in Lohm geboren
- Hans von Kröcher (1783–1852), Landrat im Landkreis Ostprignitz, in Lohm geboren
- Bernhard Rose (1865–1927), Schauspieler und Theaterdirektor, in Lohm geboren
- Peter Heller (* 1989), Moderator, in Zernitz-Lohm aufgewachsen